# Енугу (држава)
Енугу је једна од савезних држава Нигерије. Налази се на југу земље у појасу Делте Нигера, а главни град државе је град Енугу. 
Држава Енугу је формирана 1991. године. Заузима површину од 7.161 km² и има 3.267.837 становника (подаци из 2006). 